# Zanclea ngeriana
Zanclea ngeriana är en nässeldjursart som beskrevs av Lisa-ann Gershwin och Wolfgang Zeidler 2003. Zanclea ngeriana ingår i släktet Zanclea och familjen Zancleidae. Inga underarter finns listade i Catalogue of Life.